# Saluki
El Saluki, llebrer persa o gos reial d'Egipte és una raça de gos de les més antigues.

## Història i origen de la raça
Aquesta raça és d'origen molt antic, sens dubte asiàtic, i segons alguns autors podria estar emparentat amb l'Afganès, el Taigan del Kirguizstan i el Borzoi rus, però sobretot amb l'Sloughi marroquí, d'una aparença molt similar però sense serrells. Es creu que podria ser el gos representat en alguns monuments de l'antiga Mesopotàmia i de l'antic Egipte. La raça es va estendre molt pel nord d'Àfrica i per l'Orient Mitjà gràcies a les tribus nòmades beduïnes, entre les quals és molt apreciat. Es diu que el Saluki va ser un regal d'Al·là. En els últims segles ha estat criat en tot l'Orient mitjà, encara que els Salukis que es coneixen a Occident pertanyen a poblacions originàries probablement de l'Iran.

## Descripció
Fort i àgil, el llebrer persa té el cap llarg i estret, sostingut per un coll llarg, flexible i sense papada. Ulls foscos i mirada profunda. Les orelles són llargues i mòbils, són dutes caigudes i cobertes de pèls. Els músculs són destacats, el pit és profund i estret, el llom ample i recte. La llarga cua està inserida baixa i es corba sobre el llom.
Color: Blanc, sorra, alleonat de totes les tonalitats.
Pelatge: Llis, sedòs i curt, menys en el cap, cua i coll. Segons alguns, hi ha dues varietats, una amb els serrells llargs ("pèl llarg") i l'altra amb els serrels curts ("pèl curt").
Alçada: De 58 a 71 cm.
Pes: Proporcionat amb la talla, al voltant de 40 kg.

## Cures
Li agraden els espais grans per a poder realitzar els seus exercicis gairebé diàriament. A part dels ja citats, no requereix cap cura especialment.

## Temperament
Gos tranquil i equilibrat, afectuós i amable amb el seu amo. Dotat de gran paciència per al tracte amb nens, als quals aprecia enormement. És molt esportiu i independent.

## Entrenament
A causa de la seva tendència independent, se l'ha d'educar fermament i seriosa des de petit, però sense violència ni agressivitat, ja que es podria convertir en un gos poruc i fugisser.

## Utilitat
Bon caçador, pot seguir el rastre de la seva presa a quilòmetres de distància llançant-se contra els cérvols, ossos i llops. Actualment, serveix en l'exèrcit noruec en la tira de trineus. És molt apreciat com animal de companyia pel seu bon caràcter. Amb els beduïns sovint caça en col·laboració amb falcons o bé entre els camells o dromedaris dels amos.

## Imatges
Colors més habituals del pelatge del Saluki:

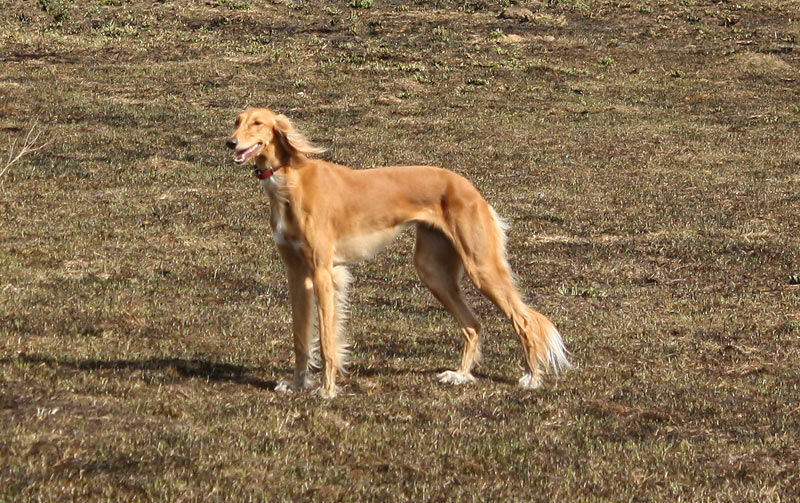
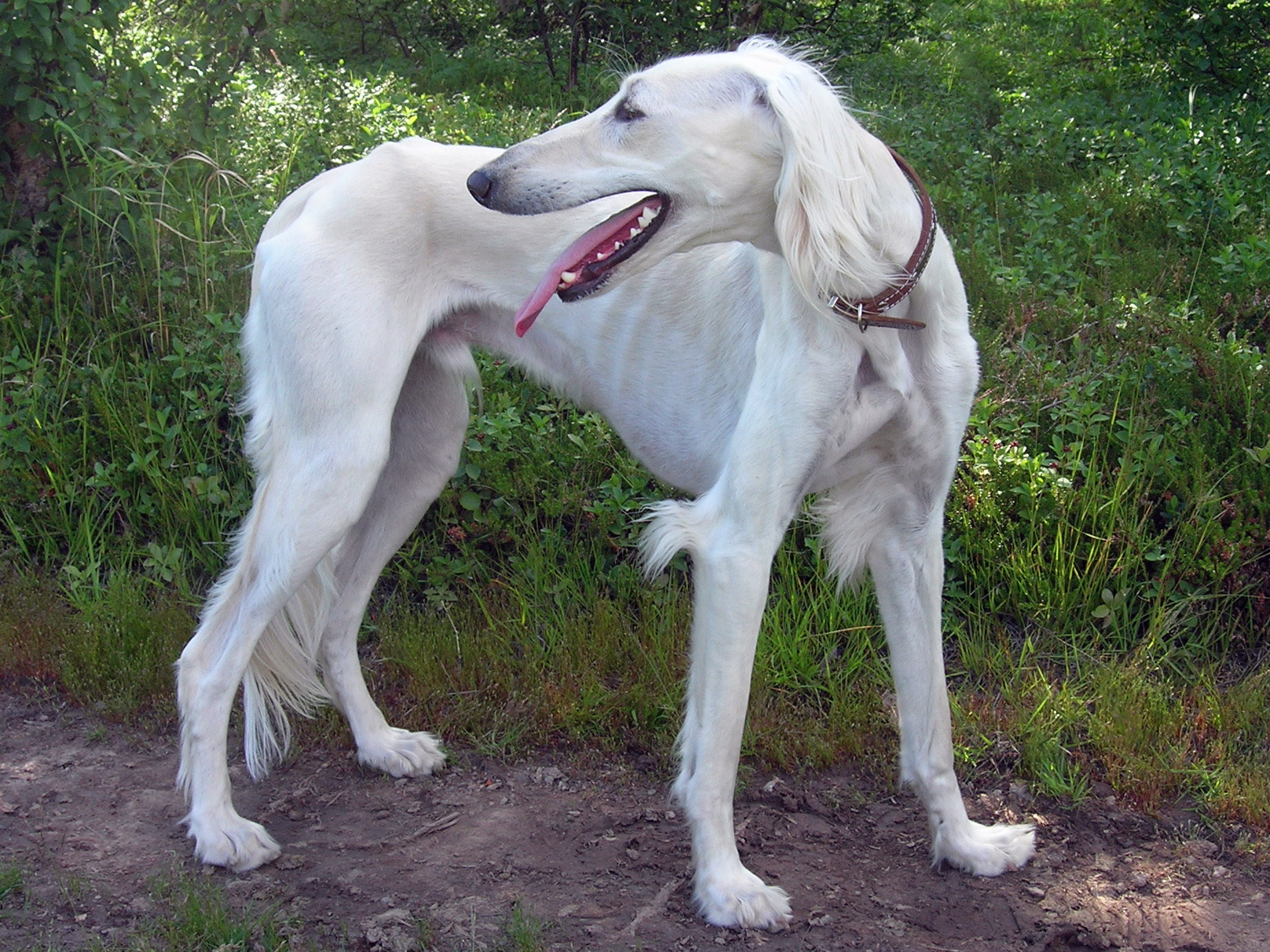
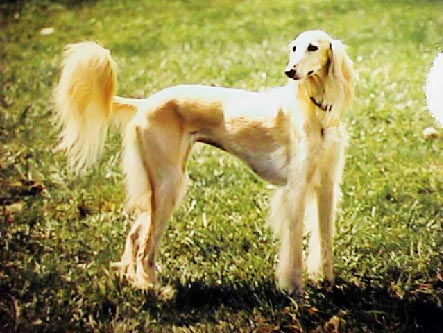
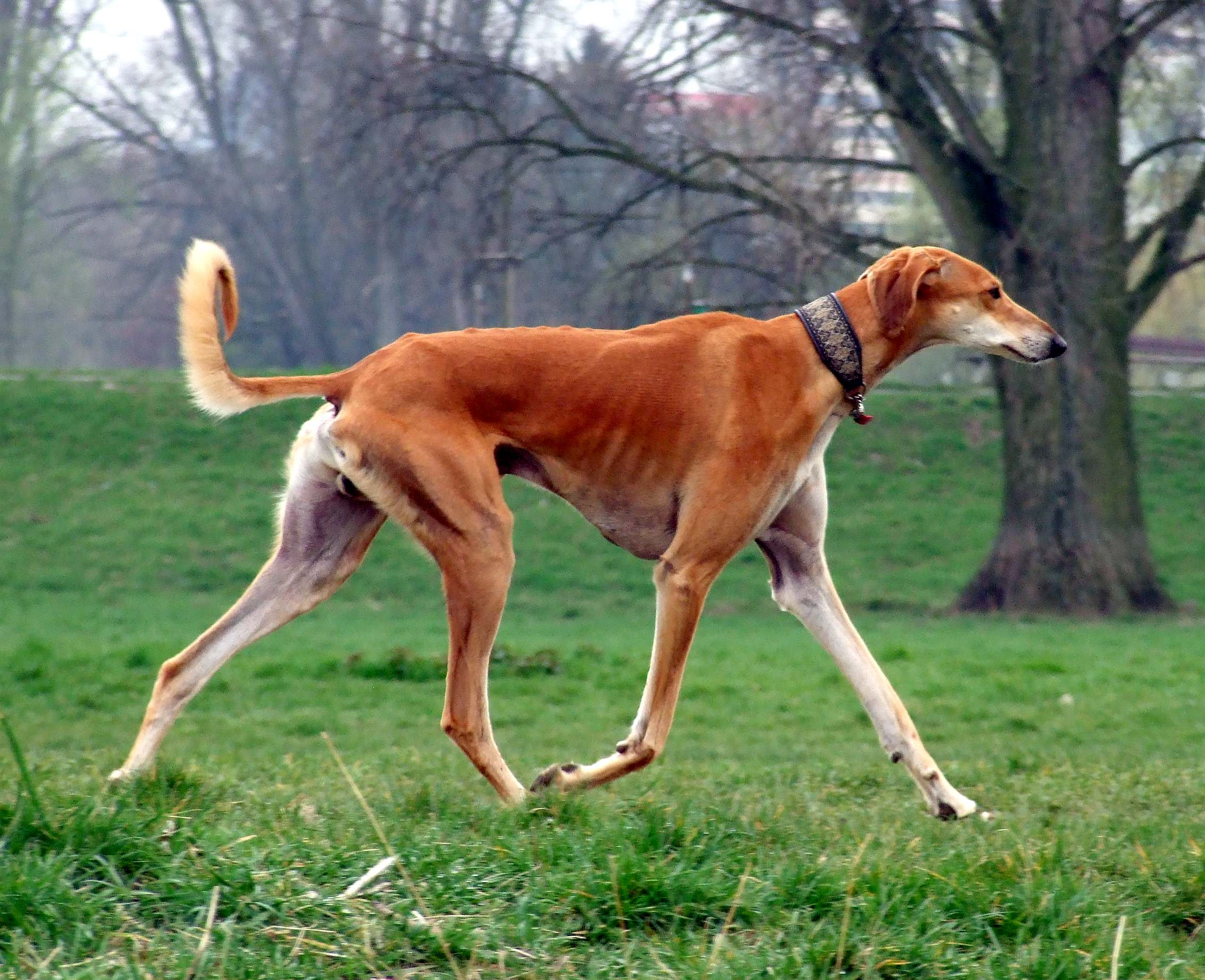
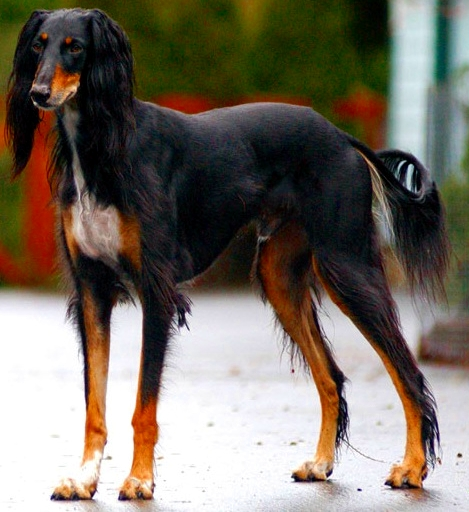
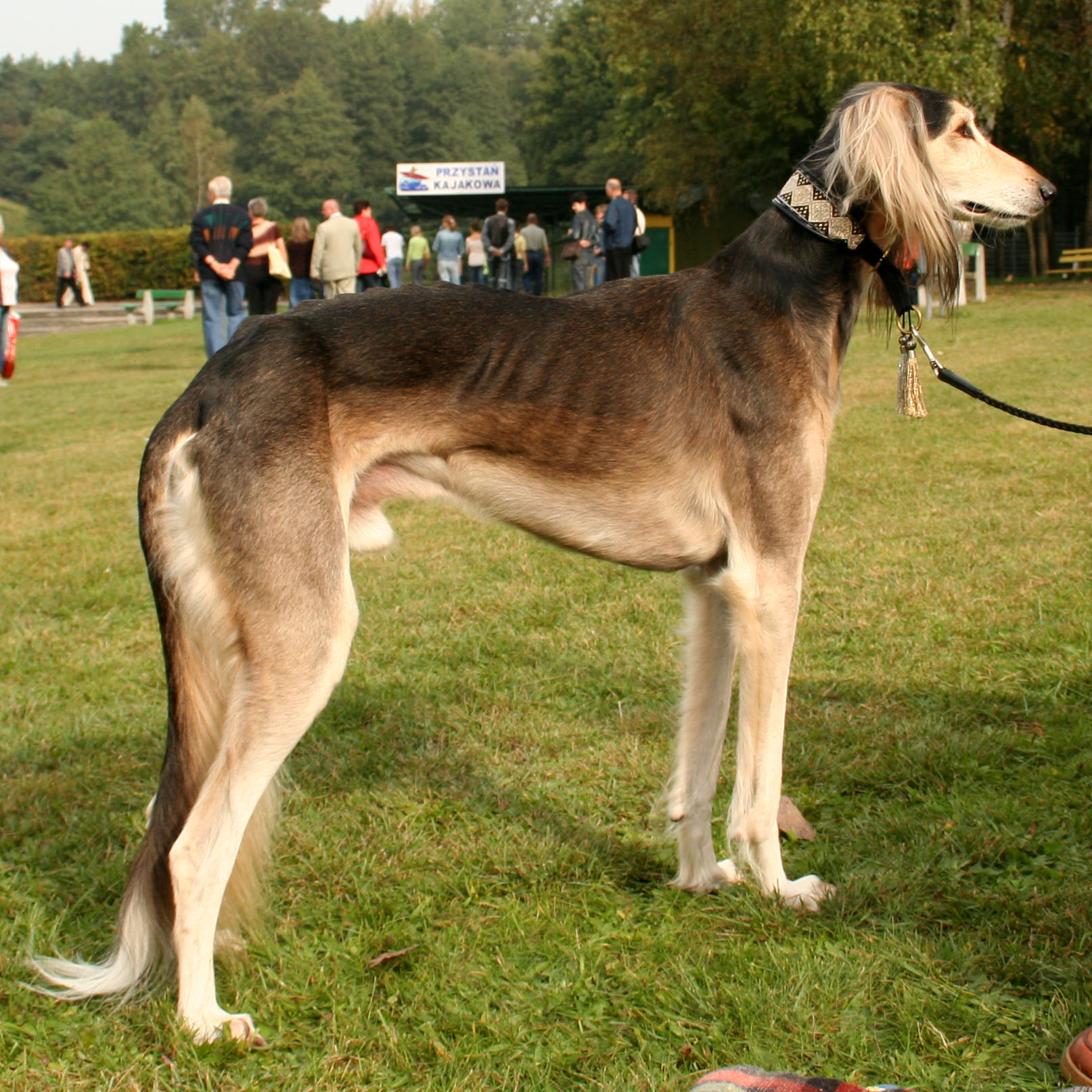
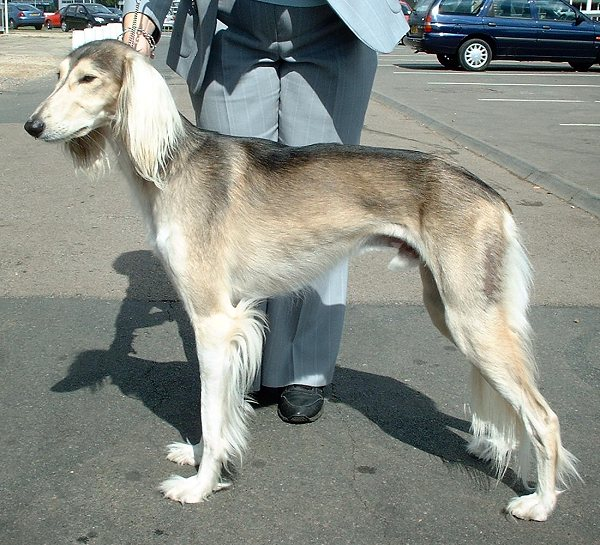

## Al cinema i a la televisió
- A la pel·lícula "Cats & Dogs" ("Com gats i gossos" en català), del 2001, apareixia una femella de Saluki, fent d'una ex-agent rodamón anomenada "Ivy". A la versió original en anglès la doblava l'actriu Susan Sarandon.
- "The Hunting Hounds of Arabia (a.k.a. Saluki: Running With the Wind)", en català "Els llebrers d'Aràbia (o Saluki: córrer amb el vent)", documental del Dereck i la Beverly Joubert realitzat per al National Geographic el 2002. El documental dura una mitja hora convencional (en televisió, en la mitja hora s'inclouen els títols de crèdit i els possibles anuncis publicitaris) i parla de l'origen dels Salukis, de les seves característiques i de la seva vida amb els àrabs del desert.